# 孙晋良 (1920年)
孙晋良（1920年4月28日—2020年1月11日），男，山东微山人。中国抗日战争老兵，南京大屠杀亲历者，幸存者。曾获中国人民抗日战争胜利60周年纪念章、中国人民抗日战争胜利70周年纪念章。

## 生平
1920年4月28日出生于济宁市微山县韩庄镇小坊头村。牛山孙氏族人。1928年，就读于韩庄镇韩庄高等小学。1934年考入兖州山东省立第四乡村师范学校，曾经聆听何思源的教诲。
1937年7月7日，七七事变爆发。侵华日军在秋天进攻山东，出动飞机对兖州狂轰滥炸。孙晋良一心想参军打仗，但是因为身高原因未能通过体检。11月底，与父母不辞而别，和六七个同学一起，偷偷从学校沿津浦线南下，于11月30日乘火车抵达南京浦口，而后转坐轮渡到达下关，找到在南京三十七陆军医院任医务主任孔德刚，要求参加对淞沪会战中撤下来的伤兵进行医疗救护工作。几天后，南京保卫战爆发。他负责搬运和包扎伤员，也为日军士兵指路。辗转回到难民收容所，并得到良民证，之后在南京中山北路外交部大楼的万国红十字协会医院跟随约翰·马吉服务。
1938年4月8日，由南京城西出城，渡长江后二十余里即遇新四军叶飞支队游击队，辗转至汉口。同年8月，在汉口报考黄埔军校，成为黄埔军校第十六期一组学员。徒步数天，在重庆北的铜梁县入伍。1940年12月份毕业后，被分配到河南陕县守卫黄河的川军李家钰陆军第47军。1941年1月申请转到洛阳武庭麟国民党十五军六十五师炮兵营，历任副连长、教导队区队长、军属炮兵营连长。1944年5月，参加洛阳保卫战。战役结束后，被提升为少校团副。1945年初，被派至甘西接骡马，途中接到战争胜利的消息。
第二次国共内战爆发后，他不愿看到中国人自相残杀。1947年底，便借着完婚的理由，向郑州军官大队申请，领取资遣证及234元金圆券回乡，解甲归田。
1959年前，历任韩庄镇地支部文书、现金保管等职，1959年做二级湖工（苦力），1960年被定为反革命，成分中农。1962年起，无选民证。
2020年1月11日23时06分在家中逝世，享年99岁。

## 家庭
育有四子三女。